# Cerro Rincón (Misiones)
El cerro Rincón es un morro o colina del nordeste de la Argentina, situado en el extremo oriental continental del país. Se localiza al nordeste de la región mesopotámica, en el extremo este de la provincia de Misiones, en el departamento General Manuel Belgrano.

## Características generales
El cerro Rincón se localiza en las afueras de la ciudad de Bernardo de Irigoyen, muy próximo al límite internacional argentino-brasileño, el cual separa a Misiones de los estados de Paraná y Santa Catarina.
Este cerro se encuentra en la divisoria de aguas provincial. Hacia el norte y oeste del mismo el exceso de escorrentía fluye hacia el arroyo Urugua-í, un afluente del río Alto Paraná, mientras que hacia el sur y este del mismo desaguan hacia el río Pepirí Guazú, un tributario del río Uruguay Superior.
En este monte confluyen la sierra de la Victoria —que viene desde el noroeste— con la sierra de Misiones o Central —que lo hace desde el sudoeste— y con la sierra da Fartura, la que se desarrolla hacia el este.
Fitogeográficamente estaba cubierto por bosques selváticos dominados por araucarias misioneras o pino Paraná, y asignados al distrito fitogeográfico planaltense de la provincia fitogeográfica paranaense.
Su clima es marítimo subtropical, con precipitaciones que acumulan más de 2000 mm anuales, las que en algunos inviernos muy fríos llegan a caer en forma de nieve, con mínimas absolutas inferiores a -10 °C.

## Singularidad
Si bien apenas se levanta desde un área amesetada ya bastante sobreelevada en cuanto a la altura encontrada en esa zona, la altitud de 843 m s. n. m. del cerro Rincón constituye el punto más alto no solo de la provincia de Misiones sino también de todo el nordeste argentino, así como de toda la franja este continental del país. Si bien hacia el este, en territorio brasileño, hay montes más elevados, no los hay por más de 1000 kilómetros en dirección al noroeste, oeste, sudoeste, o sur. El monte más alto de todo el Paraguay (el cerro Peró) casi lo iguala, mientras que el más alto del Uruguay (el cerro Catedral) es 330 metros menor. En territorio argentino, hay que alejarse 1100 km hacia el oeste para alcanzar algún cerro que lo supere en altura (en el norte de Córdoba), y hacia el sur y sudoeste deberán ser 1500 los kilómetros que se precisan para encontrar los primeros que los superan en altitud, los cerros del sistema de Ventania.